# Luis Bulffi de Quintana
Avelino Luis Bulffi de Quintana (Bilbao, 1867-191?), metge i escriptor anarquista espanyol. Va fundar en 1903 l'Ateneu Enciclopèdic Popular de Barcelona, va editar la revista Salud y Fuerza i va publicar el llibre Huelga de vientres que va aconseguir gran èxit i nombroses edicions. Va ser detingut i va estar a la presó més de sis mesos per propaganda neomalthusiana.

## Dades biogràfiques, acadèmiques i literàries
Nascut a Bilbao el 1867. Es desconeix l'any exacte de la seva mort.

### Lliga neomalthusiana - Lliga Universal de la Regeneració humana
Des de 1903 manté contactes amb la Federació de la Lliga Universal de la Regeneració Humana, organització d'intel·lectuals francesa fundada el 1900, impulsant la constitució d'una Secció Espanyola en la mateixa, de la qual n'ocuparia la secretaria.
Serà per tant membre fundador de la Lliga neomalthusiana o Secció espanyola de la Lliga Universal de la Regeneració Humana -ressò de la Federació de la Lliga Universal de la Regeneració Humana En la trobada fundacional, al domicili de Ferrer i Guàrdia, van ser-hi Paul Robin, Luis Bulffi, Emma Goldman, Rutgers i Sébastien Faure entre d'altres.

### Fundació de l'Ateneu Enciclopèdic Popular de Barcelona
En el mateix any 1903, al costat d'altres personalitats activistes, com l'advocat Francesc Layret (conegut per la seva defensa d'anarcosindicalistes de l'època) funda l'Ateneu Enciclopèdic Popular de Barcelona, del que serà el seu primer president, relacionant-se activament amb diversos partidaris de la pedagogia racionalista com Salvador Seguí.
Va ser detingut i va estar a la presó més de sis mesos i en llibertat provisional més d'un any per propaganda neomalthusiana.

## Obra editorial i literària

### 1904 - Revista Salud y fuerza
A partir de 1904 edita la revista neomalthusiana Salud y Fuerza (que porta per lema Procreació conscient i limitada. Revista mensual il·lustrada de la Lliga de Regeneració Humana), des de la qual publicarà abundant material.

### 1906 - Vaga de ventres
En 1906 escriu el seu assaig més conegut, Huelga de vientres, que assolirà la sisena edició el 1909.

### Traduccions
A l'editorial Biblioteca editorial salud y fuerza es van publicar nombroses edicions del pamflet de 9 pàgines Crimen y criminales, conferència donada als presoners de la presó de Chicago a l'octubre de 1903.
Traduirà a l'espanyol La dona esclava de Henri Gauche, en 1907 i La dona pública de Paul Robin, en 1908. Alguns dels seus treballs seran denunciats davant la justícia, si bé sempre aconseguirà eludir la censura.
En l'article dedicat al Malthusianisme a l'Enciclopèdia Espasa, edició de 1916, es concedeix certa importància al paper de Bulffi com difusor de les idees demogràfiques a Espanya.